# Bosphorus Airways
Bosphorus Airways (türkisch Bosphorus Hava Yollari Turizm ve Ticaret Anonim Şirketi) war eine türkische Fluggesellschaft.

## Geschichte
Bosphorus Airways wurde 1991 von türkischen Geschäftsleuten gegründet und nahm den Flugbetrieb im April 1992 mit zwei von JAT  Airways geleasten Boeing 737-300 auf. Die Anmietung einer zusätzlichen McDonnell Douglas DC-10 der JAT Airways zu Beginn der Sommersaison konnte aufgrund rückläufiger Buchungszahlen nicht realisiert werden. Im Mai 1993 wurden die beiden Boeing 737-300 während Wartungsarbeiten auf dem Flughafen Dublin im Auftrag des irischen Verkehrsministers beschlagnahmt, da die Mietzahlungen an JAT Airways einen Verstoß bezüglich des UN-Embargos gegen Serbien darstellten. Um den Flugbetrieb aufrechterhalten zu können, musste Bosphorus Airways kurzfristig Flugzeuge anderer Gesellschaften anmieten. Die prekäre Situation trieb die Gesellschaft schließlich in den Ruin, sodass der Flugbetrieb zum Ende der Sommersaison 1993 vorerst ausgesetzt werden musste. Der Plan, den Flugbetrieb im Jahr 1994 wieder aufzunehmen, konnte nicht umgesetzt werden, und Bosphorus Airways stellte im selben Jahr den Betrieb endgültig ein.
Bosphorus Airways klagte gegen die Beschlagnahme vor irischen Gerichten, die den Fall dem Europäischen Gerichtshof (EuGH) zur Vorabentscheidung vorlegten, zumal die Beschlagnahme auf der Grundlage einer EWG-Verordnung erging. Bosphorus Airways unterlag und erhob daraufhin Individualbeschwerde beim Europäischen Menschenrechtsgerichtshof (EGMR). Der EGMR fällte daraufhin die Bosphorus-Entscheidung, in der die Fluggesellschaft zwar erneut nicht Recht bekam, der Gerichtshof aber eines der wichtigsten Urteile zum Verhältnis EGMR – EuGH fällte.

## Flotte
Die feste Flotte bestand vor Betriebseinstellung aus zwei Boeing 737-300, die allesamt beschlagnahmt worden waren.

## Trivia
Das Logo der Bosphorus Airways zeigte die Buchstaben BHY vor einer stilisierten Weltkugel. Die Buchstaben leiteten sich aus dem türkischen Namen der Bosphorus Airways ab: Bosphorus Hava Yollari.